# Antoni Ribas i Grau
Antoni Ribas i Grau (Manresa, 1896 - 1957) fou un comerciant català i republicà d'idees socialistes. Va ser membre de la Junta de Govern Republicana Provisional de Manresa, del 14 d'abril de 1931, i segon tinent d'alcalde i president de la Comissió d'Hisenda del primer ajuntament republicà (1931). Contribuí a la creació del Conservatori Municipal de Música de Manresa. Publicà una rondalla titulada L'angelet que no reia, amb una trentena de dibuixos expressos fets per Joan Vilanova, i llegà un manuscrit molt breu de les seves memòries titulat Mig segle d'història manresana.